# Canadian Football Hall of Fame

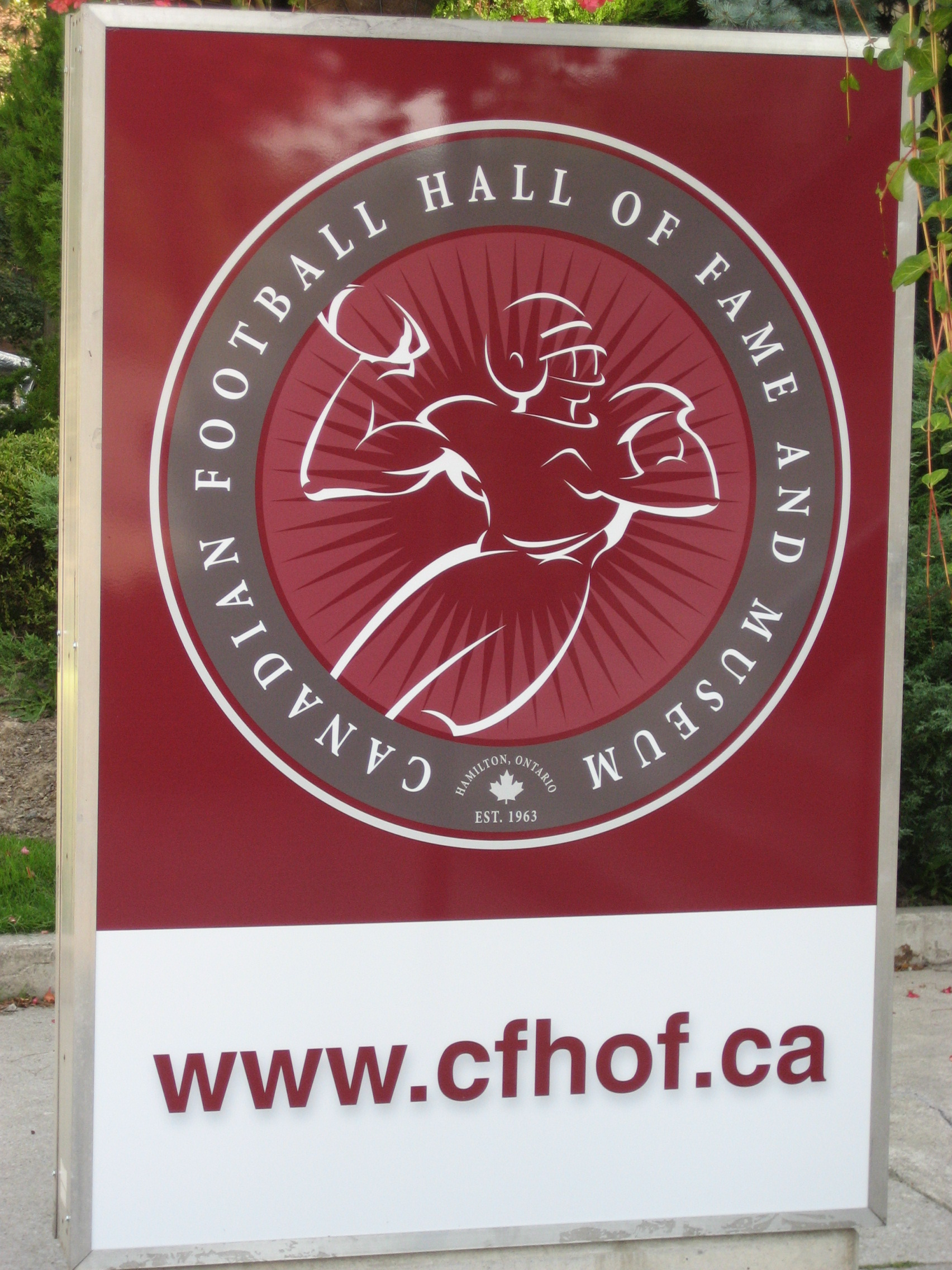
Logo der Canadian Football Hall of Fame

Die Canadian Football Hall of Fame (CFHOF) ist die Ruhmeshalle des Canadian Football in Hamilton, Ontario. In dieser Hall of Fame werden verdiente Sportler, Trainer und Funktionäre geehrt.

## Geschichte
Gegründet wurde die Canadian Football Hall of Fame 1962. In einer öffentlichen Ausschreibung zur Lokalisierung der Ruhmeshalle gewann Hamilton, da es als einzige Stadt die Bietfrist einhielt. Aufgrund einiger planerischen und politischen Verfehlungen begann der Bau der Hall of Fame jedoch erst 1970. Im November 1972 zog sie in ein in der Innenstadt Hamilton gelegenes Gebäude. Aufgrund geringer Besucherzahlen von nur durchschnittlich 2,9 Besuchern pro Tag wurde die Ausstellung der Canadian Football Hall of Fame am 19. September 2015 aus Kostengründen geschlossen und war somit der Öffentlichkeit nicht mehr zugänglich. Seit 2017 wird die Ausstellung im Tim Hortons Field, dem Stadion der Hamilton Tiger-Cats gezeigt.

## Aufnahmeprozess
Die Canadian Football Hall of Fame nimmt jedes Jahr zwischen fünf und sieben neue Mitglieder auf. Vorschläge können von jedem eingereicht werden, um diskutiert zu werden, müssen jedoch mindestens zwei Mitglieder des Auswahlkomitees dafür stimmen. Nachdem alle Nominierungen besprochen werden, kommt es zu einer ersten Abstimmung. Bekommt eine Person dabei weniger als 33 % der Stimmen wird sie nicht berücksichtigt, erhält sie mehr als 75 % gelangt sie in die zweite Abstimmungsrunde. Personen, die zwischen 34 % und 74 % der Stimmen erhalten haben, gelangen nicht in die zweite Runde, werden aber im folgenden Jahr erneut besprochen. In der zweiten Runde werden dann die endgültigen Entscheidungen gefällt. Es existieren zwei Hauptgruppen: Funktionär (Builder) und Spieler (Player). Spieler werden nochmals in Amateur, Professional und Veteran (Profis, die zuletzt vor über 25 Jahren spielten) unterteilt. Es werden bis zu fünf Spieler jährlich ausgewählt. Jährlich werden drei oder vier Spieler aus der Canadian Football League und bis zu zwei Veteranen und Amateure aufgenommen. Auch die Funktionäre werden in Untergruppen eingeteilt: Professional und Amateur. Aus jedem der beiden Kategorien wird maximal einer aufgenommen. Wenn das Auswahlkomitee oder der Vorstand der Hall of Fame der Meinung ist, dass eine spezielle Person, eine gesundheitlich stark angeschlagene Person oder eine spezifische Gruppe aufgenommen werden sollte, so darf ein Antrag auf Abweichung der Regeln gestellt werden. Dieser Antrag muss vom Vorstand genehmigt werden.

## Hall of Fame Game
Die Aufnahme in die Canadian Football Hall of Fame wird vom Canadian Football Hall of Fame Game begleitet. Das Spiel fand von 1972 bis 2008 in Hamilton statt, anschließend wechselten die Städte jährlich. Erst 2016 wurde es erstmals wieder in Hamilton ausgetragen. Bereits einen Tag vor dem Spiel erhalten die aufgenommenen Personen ihr Hall-of-Fame-Jacket und ihren Hall-of-Fame-Ring während einer Feier mit ausschließlich geladenen Gästen. In der Halbzeitpause des Canadian Football Hall of Fame Game werden die Büsten feierlich enthüllt.